# Route nationale 5 (Guinée)
Pour les articles homonymes, voir Route nationale 5.
La route nationale 5 (N5) est une route de Guinée allant de Mamou jusqu'à Koundara à la Frontière entre la Guinée et le Sénégal.
Sa longueur est de 437 km.

## Tracé
- Mamou
- Dalaba
- Pita
- Labé
- Koundara
- Frontière entre la Guinée et le Sénégal

## Galeries

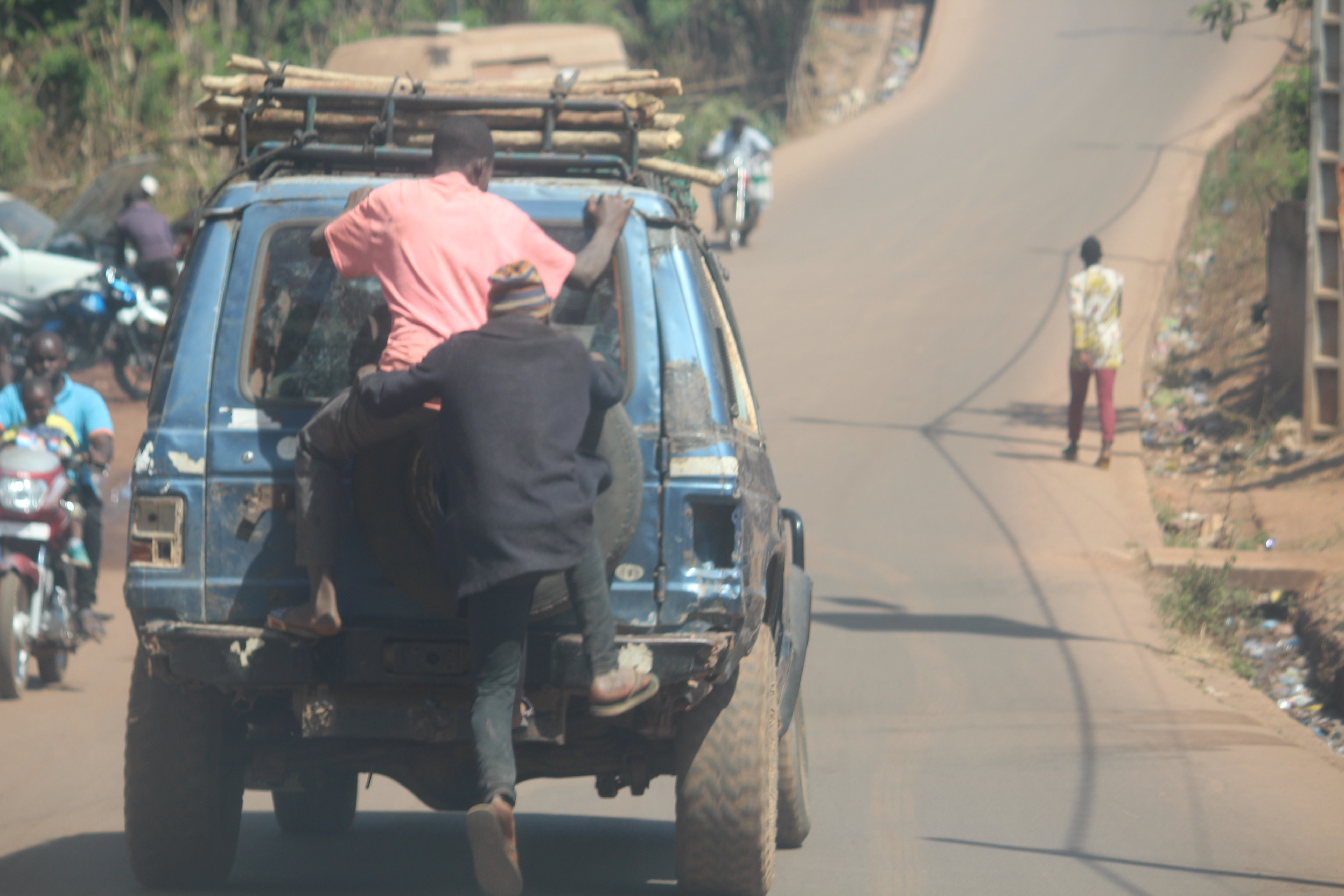
Voiture à Mamou
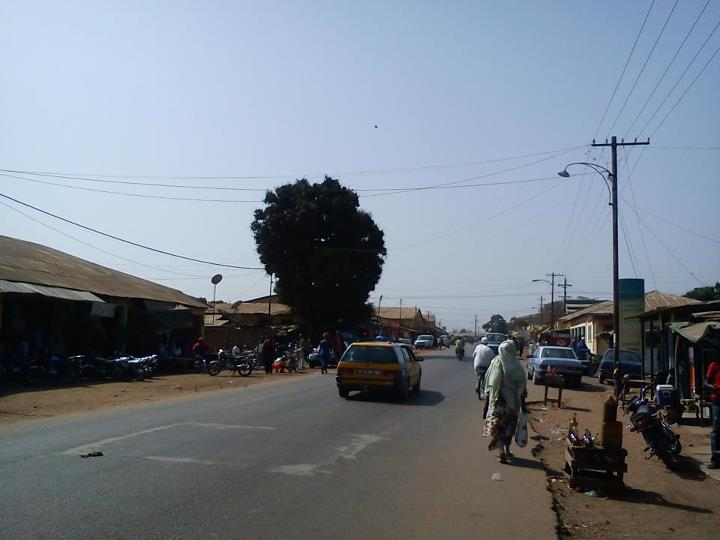
Pita en Guinée
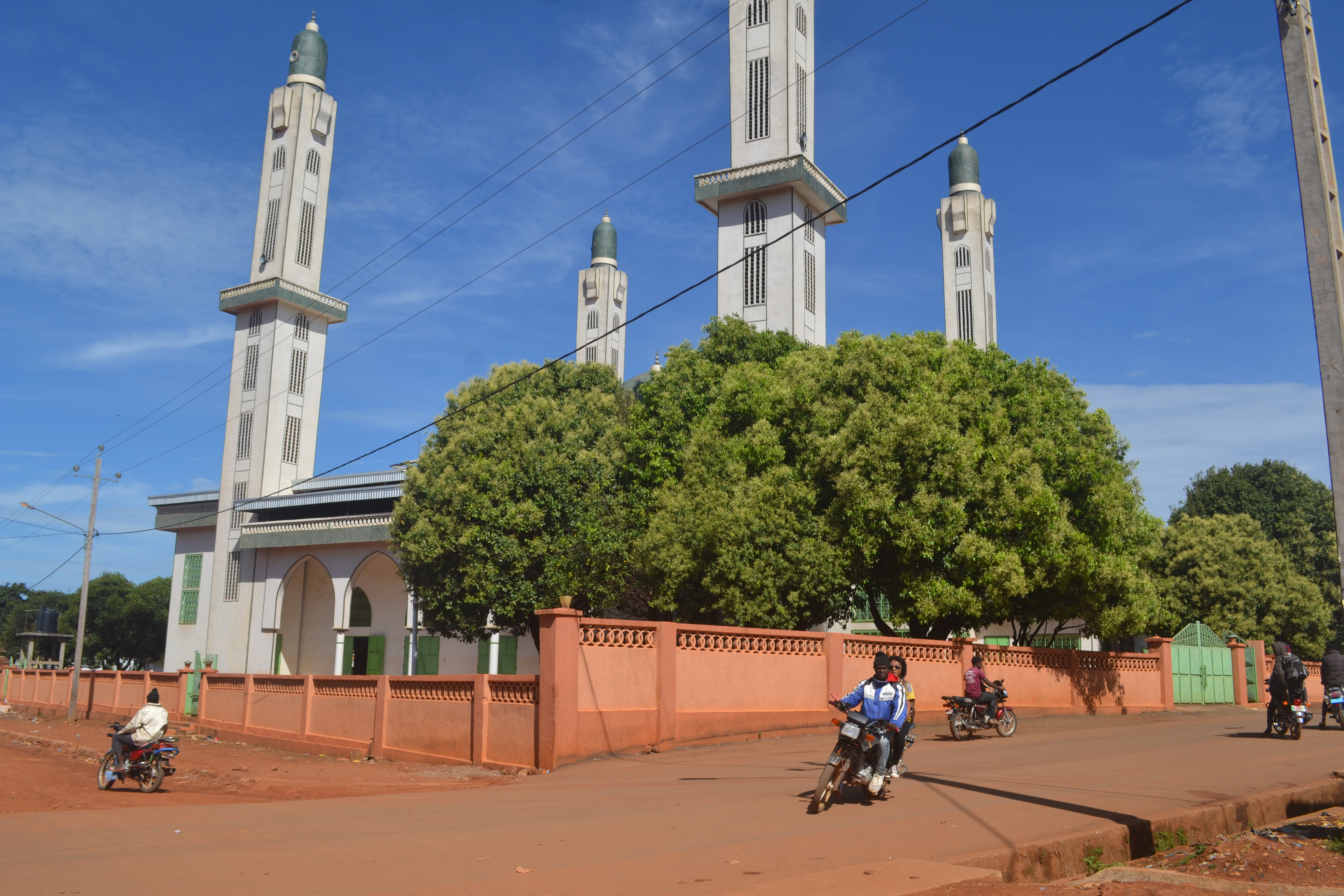
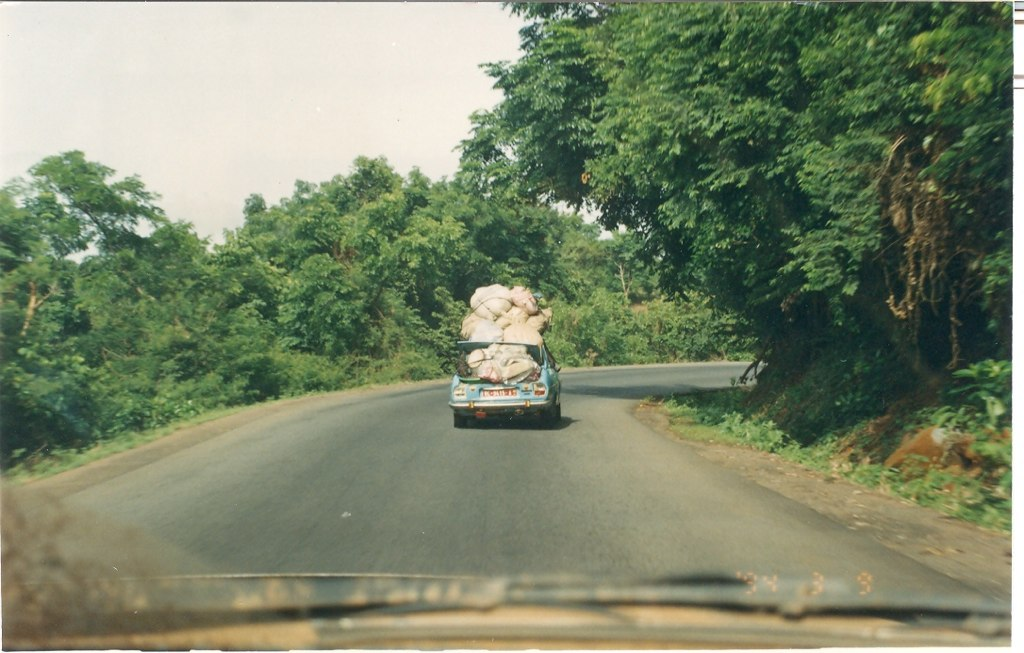
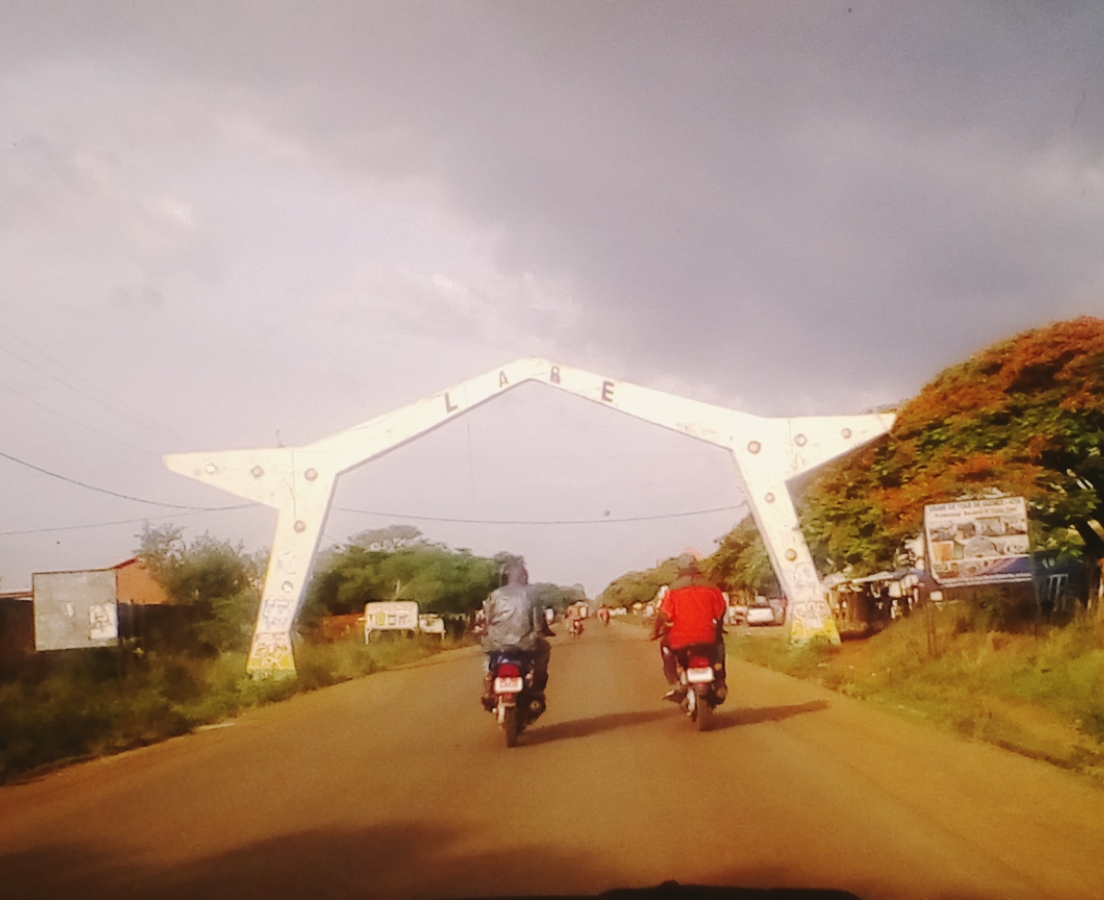
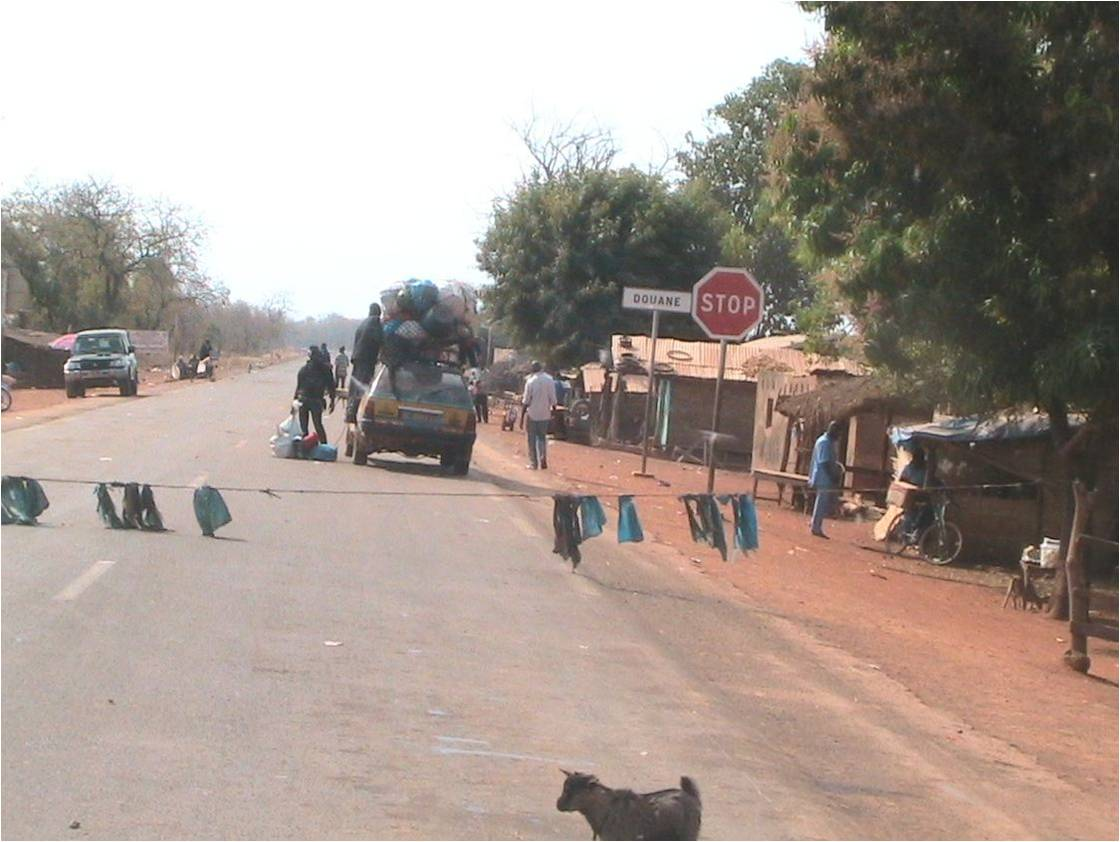
Frontière Guinéo sénégalaise